# White forces
《White forces》是fripSide（第二期）的第十一張單曲。於2016年2月10日由愛貝克思集團發售。

## 概要
- 初回限定盤（EYCA-10774）及通常盤（EYCA-10775）2種版本。初回限定盤附收錄有《White forces》PV的DVD。
- 由fripSide擔當TV動畫《Schwarzesmarken》的片頭曲《White forces》。
- 單曲同時收錄pc game《 シュヴァルツェスマーケン 紅血の紋章》的主題曲《1983-schwarzesmarken-》。

## 收錄歌曲
CD
1. White forces
TV動畫《Schwarzesmarken》片頭曲
作詞、作曲、編曲：八木沼悟志
2. 1983-schwarzesmarken-
PC遊戲《Schwarzesmarken 紅血的紋章》片頭曲[1]
作詞、作曲、編曲：八木沼悟志
3. White forces（Instrumental）
4. 1983-schwarzesmarken-（Instrumental）

DVD（初回限定盤）
1. White forces (PV)
2. White forces (PV Making)
3. SPOT